# Toby Turner
Toby Joe Turner (sinh ngày 3 tháng 3 năm 1985) còn được biết đến với nghệ danh Tobuscus, là một diễn viên, nhà hài kịch, ca sĩ và một cá nhân trên mạng. Sinh ra tại Niceville, Florida, anh hiện đang định cư tại Los Angeles, California, anh được biết đến nhiều nhất với những video YouTube cũng như một số các vai diễn trong phim và truyền hình. Cho đến ngày 27 tháng 7 năm 2013, anh có tổng cộng 11.1 triệu người đăng ký và 2.3 tỉ lượt xem video qua ba kênh YouTube của anh.